# یک فیلم ماینکرفت
فیلم ماینکرفت (به انگلیسی: A Minecraft Movie) یک فیلم فانتزی ماجراجویی کمدی آمریکایی محصول ۲۰۲۵ است که بر اساس بازی ویدیویی ماینکرفت اثر موجنگ استودیوز ساخته شده است. این فیلم توسط لجندری پیکچرز، موجنگ و ورتیگو اینترتینمنت تهیه شده و توسط برادران وارنر پیکچرز توزیع شده است. کارگردانی آن برعهده جرد هس بوده، با نویسندگی کریس بومن و هابل پالمر، تهیه‌کننده‌گان آن جیل مسیک، لیدیا وینترز، ماری پارنت، جان برگ، جیسون موموآ، کیل بویتر، روی لی و تورفی فرانس اولافسن هستند. در این فیلم جک بلک در نقش استیو در کنار موموآ بازی می‌کند. دیگر بازیگران عبارتند از دانیل بروکس، اما مایرز، و جنیفر کولیج. در این فیلم، چهار شخصیت نامتعارف از طریق پورتالی به جهانی مکعبی که بر پایه تخیل بنا شده، منتقل می‌شوند. آن‌ها چاره‌ای جز تسلط بر این دنیا ندارند و در عین حال، با یک استاد صنعت‌گر به نام استیو وارد مأموریتی ماجراجویانه می‌شوند.
مارکوس پرسون در فوریه ۲۰۱۴ اعلام کرد که موجنگ در حال مذاکره با برادران وارنر برای توسعه یک فیلم اقتباسی از ماینکرفت است که توسط لی و مسیک تولید می‌شود. چندین فیلمساز، از جمله شاون لوی و راب مک‌الهنی، در ابتدا برای کارگردانی استخدام شدند و چندین نویسنده، از جمله کیران و میشل مولرونی، جیسون فوکس، و آرون و آدام نی، در ابتدا به نوشتن فیلمنامه پیوستند. با این حال، مسیک در سال ۲۰۱۸ درگذشت. نام او پس از مرگ در تیتراژ فیلم ظاهر می‌شود. پیتر سالت برای نویسندگی و کارگردانی این فیلم در سال ۲۰۱۹ استخدام شد و آلیسون شرودر نیز نویسنده آن بود. در سال ۲۰۲۲، سولت و شرودر پروژه را ترک کردند و هس به عنوان کارگردان جدید استخدام شد و موموآ در حال مذاکره برای بازی در این فیلم بود. مشارکت دیگر بازیگران از مه ۲۰۲۳ تا ژانویه ۲۰۲۴ اعلام شد. فیلمبرداری در ژانویه ۲۰۲۴ در نیوزیلند آغاز شد و در آوریل به پایان رسید.
مراسم افتتاحیهٔ جهانی یک فیلم ماینکرفت در ۳۰ مارس ۲۰۲۵ در امپایر، میدان لستر برگزار شد و در ۴ آوریل ۲۰۲۵ در ایالات متحده اکران گردید. این فیلم نظرات متناقضی از منتقدان دریافت کرد و بیش از ۹۵۴ میلیون دلار فروش جهانی داشته است و به دومین فیلم پرفروش سال ۲۰۲۵ و دومین فیلم پرفروش تمام دوران براساس یک بازی ویدئویی تبدیل شده است. دنباله‌ای از فیلم در مراحل ساخت است.

## داستان
در گذشته، استیو که فروشنده‌ای ناکام در زمینه درب‌های دستگیره‌دار بود، تصمیم می‌گیرد به دنبال تحقق رویای کودکی‌اش وارد یک معدن متروکه شود. در آنجا دو شیء اسرارآمیز را می‌یابد: کره سلطه و بلور زمین. هنگامی که این دو را کنار هم قرار می‌دهد، دری جادویی به دنیایی به نام «اورورلد» باز می‌شود؛ جهانی که زمین آن از مکعب‌هایی تشکیل شده که به‌راحتی شکل می‌گیرند. استیو این دنیا را به یک بهشت شخصی تبدیل می‌کند و سپس به طور اتفاقی دروازه‌ای به دنیای آتش و تاریکی به نام «نذر» پیدا می‌کند. در این دنیای وحشتناک، مالگوشا، فرمانروای طمع‌کار خوک‌سانان، او را زندانی می‌کند و خلاقیت را سرکوب می‌نماید. با این حال، استیو موفق می‌شود با کمک سگ وفادارش دنیس، کره و بلور را به دنیای واقعی فراری دهد و آن‌ها را زیر تختش مخفی کند.
سال‌ها بعد، گرت، قهرمان قدیمی بازی‌های ویدیویی، فروشگاهی کوچک و رو به تعطیلی در شهری به نام چگلاس، آیداهو دارد. در یک حراجی، او مجموعه وسایل خانه قدیمی استیو را خریداری می‌کند. به جای چیزی که انتظار داشت، کره سلطه و بلور زمین را کشف می‌کند.
خواهر و برادر نوجوانی به نام‌های هنری و ناتالی پس از مرگ مادرشان به چگلاس نقل مکان می‌کنند. آن‌ها با داون، مشاور املاک محلی که باغ‌وحش سیار حیوانات دارد، آشنا می‌شوند. در روز اول مدرسه، هنری با خرابکاری در جت‌پک خود، مشکل ایجاد می‌کند و برای جلوگیری از اخراج، به گرت پول می‌دهد تا وانمود کند عموی اوست و او را به فروشگاه بازی‌های ویدیویی می‌برد. در فروشگاه، هنری کره و بلور را پیدا می‌کند و با استفاده از آن‌ها به معدن استیو منتقل می‌شود. ناتالی ناپدید شدن برادرش را گزارش می‌دهد و داون با کمک گوشی ناتالی محل او را پیدا می‌کند. در نهایت، همه با هم وارد دنیای اورورلد می‌شوند. مالگوشا از بازگشت کره مطلع شده و استیو را آزاد می‌کند تا آن را بازپس گیرد. او همچنین دنیس را به گروگان گرفته است.
در مواجهه با هیولاهای شبانه، هنری یاد می‌گیرد چگونه بلوک‌ها را جابه‌جا کرده و قلعه‌ای برای خود بسازد. در نبرد، بلور زمین تخریب می‌شود. استیو صبح روز بعد ظاهر شده و هیولاها را شکست می‌دهد و به گروه می‌گوید که برای ادامه راه نیاز به بلور جدیدی در کاخ جنگل دارند. آن‌ها برای آمادگی به یک روستا می‌روند و استیو روش ساخت ابزار و تجهیزات را آموزش می‌دهد. خوک‌سانان به دنبال کره سلطه به روستا حمله می‌کنند؛ استیو، گرت و هنری فرار می‌کنند، اما ناتالی و داون جدا می‌شوند و با دنیس دوست می‌شوند. مالگوشا هیولایی غول‌پیکر به نام هگ بزرگ را برای تعقیب آن‌ها می‌فرستد.
هنگامی که استیو از گرت می‌خواهد به گنج الماس‌ها دسترسی داشته باشد، آن‌ها مسیر خود را تغییر می‌دهند. اما هنری از اینکه امنیت ناتالی نادیده گرفته شده خشمگین می‌شود. هنگامی که هگ بزرگ حمله می‌کند، آن‌ها با استفاده از واگن‌های معدن فرار می‌کنند و هگ توسط بمب‌های خزش نابود می‌شود. در کاخ جنگل، استیو و گرت با نگهبانان مشغول حواس‌پرتی می‌شوند و هنری بلور زمین جدید و مروارید اندری (ابزاری برای تلپورت) را پیدا می‌کند. مالگوشا برمی‌گردد و پل ورودی کاخ را نابود می‌کند، اما استیو و هنری موفق به فرار می‌شوند. گرت به نظر می‌رسد در انفجار جان خود را از دست داده است. آن‌ها در خانه‌ای قارچی با داون، ناتالی و دنیس به هوش می‌آیند.
مالگوشا با استفاده از کره قدرت دروازه نذر را افزایش می‌دهد و خورشید را می‌پوشاند و جنگی علیه اورورلد اعلام می‌کند. اعضای گروه به ساخت سلاح و ارتشی از گولم‌های آهنی می‌پردازند و استیو با مالگوشا می‌جنگد. هنری با مروارید تلپورت بلور را بازمی‌یابد و نور خورشید بازمی‌گردد، که باعث می‌شود مالگوشا و لشکرش تبدیل به زامبی شوند. سپس همه، از جمله گرت که زنده مانده، به چگلاس بازمی‌گردند. آن‌ها بازی ویدیویی موفقی به نام «نبرد دوستان بلوکی» تولید می‌کنند، داون باغ‌وحش خود را بازگشایی می‌کند، ناتالی کلاس‌های دفاع شخصی برگزار می‌کند، هنری جت‌پک خود را کامل می‌کند و گرت همراه با استیو فروشگاه بازی‌ها را رونق می‌دهد.

## بازیگران
- جک بلک در نقش استیو، یک صنعتگر خبره که سال‌ها را در جهان «Overworld» سپری کرده است. طبق گفته تهیه‌کننده تورفی فرانس اولافسون، این شخصیت که در ابتدا به عنوان یک خوک سخنگو درست شده بود، تفسیر «ویژه جک بلک» از آن است.[۱۱]
- جیسون موموآ در نقش گرت «مرد زباله» گریسون، صاحب یک فروشگاه بازی‌های ویدیویی و قهرمان سابق بازی
- اما مایرز در نقش ناتالی، خواهر بزرگتر هنری و قیم قانونی او
- دانیل بروکس در نقش داون، یک مشاور املاک که یک باغ وحش متحرک را اداره می‌کند
- سباستین هانسن در نقش هنری، برادر کوچکتر خلاق ناتالی
- جنیفر کولیج در نقش مارلین، معاون مدرسه هنری
- ریچل هاوس در نقش صدای مالگوشا، فرمانروای پیگلین در ندر
- جامین کلمنت در نقش داریل و صدای بروس
- جرد هس در نقش صدای ژنرال چونگوس، یک پیگلین عالی‌رتبه در ارتش مالگوشا
- مت بری در نقش صدای نیتویت، یک روستایی بیکار.[۱۲] از جلوه‌های صوتی بازی ماینکرفت نیز برای شخصیت استفاده شده است.
- کیت مک‌کینون در نقش الکس، زنی که در خانه استیو زندگی می‌کند[۱۳]

یوتیوبرها دن‌تی‌دی‌ام، آفماو، مامبو جامبو، و ال‌دی‌شدولیدی نیز در نقش خودشان در این فیلم، کامئوهای دارند. ینس برگنستن، که به عنوان یکی از طراحان اصلی بازی فعالیت دارد، به عنوان یک پیشخدمت ظاهر می‌شود. خوکی که تاج بر سر دارد در فیلم به عنوان ادای احترام به یوتیوبر فقید تکنوبلید ظاهر شده است.

## تولید

### توسعه
موجنگ استودیوز در سال ۲۰۱۲ پیشنهادهایی را از تهیه‌کنندگان هالیوودی دریافت کرد که می‌خواستند چند برنامه تلویزیونی مرتبط با فرنچایز ماینکرفت را تولید کنند. با این حال، موجنگ اظهار داشت که آنها تنها زمانی در چنین پروژه‌هایی شرکت خواهند کرد که «ایده درستی از راه برسد.» دو سال بعد در فوریه ۲۰۱۴، پس از اینکه مارکوس «ناتچ» پرسون از اجازه استفاده از مجوز به فیلمسازان امتناع کرد، تلاشی برای سرمایه‌گذاری جمعی برای ساخت یک فن‌فیلم از طریق کیک‌استارتر انجام شد، دلیل آن این بود که کیک‌استارتر قبل از هر گونه توافق با موجنگ راه اندازی شده بود. در همان ماه، پرسون اعلام کرد که موجنگ در حال مذاکره با برادران وارنر پیکچرز برای توسعه یک فیلم رسمی ماینکرفت است که توسط روی لی و جیل مسیک ساخته می‌شود. در اکتبر ۲۰۱۴، وو بوئی مدیر ارشد اجرایی موجنگ اظهار داشت که این فیلم «در روزهای اولیه توسعه خود قرار دارد» و گفت که این یک محصول «با بودجه هنگفت» است، و همچنین گفت که ممکن است تا سال ۲۰۱۸ اکران نشود. در همان ماه، برادران وارنر شاون لوی را برای کارگردانی این فیلم استخدام کرد، در حالی که در ماه دسامبر، تأیید شد که لوی و نویسندگان کیران و میشل مولرونی، که با هم در حال توسعه فیلم بودند، پروژه را ترک کرده‌اند.
برادران وارنر در ژوئیه ۲۰۱۵ اعلام کرد که راب مک‌الهنی را برای کارگردانی این فیلم استخدام کرده است. به گفته مک‌الهنی، او بر اساس ماهیت جهان باز بازی به سوی این فیلم کشیده شده بود، ایده‌ای که برادران وارنر در ابتدا با آن موافقت کرده و بودجه اولیه ۱۵۰ میلیون دلاری را برای آن در نظر گرفته بود. تولید اولیه این فیلم در سال ۲۰۱۶ آغاز شد، و در ژوئن همان سال تاریخ اکران آن ۲۴ می ۲۰۱۹ تعیین شد، و در اکتبر ، جیسون فوکس برای نوشتن فیلمنامه، و در نوامبر قرارداد با استیو کرل به عنوان صداپیشگی شخصیتی ناشناخته اعلام شدند. پروژه مک‌الهنی با اینحال به آرامی و به دلیل درگیری‌های برنامه‌ریزی از بین رفت، و او فیلم را در اوت ۲۰۱۸ ترک کرد. سپس آرون و آدام نی برای بازنویسی فیلمنامه مورد نظر قرار گرفتند و در نتیجه اکران فیلم به تأخیر افتاد. در آن زمان هیچ مدیر جدیدی معرفی نشد.
در ژانویه ۲۰۱۹، پیتر سالت برای نویسندگی و کارگردانی این فیلم اعلام شد که داستانی کاملاً متفاوت از نسخه مک‌الهنی را در نظر داشت. مسیک که در سال ۲۰۱۸ درگذشت، پس از مرگ به عنوان تهیه‌کننده معرفی شد. برادران وارنر در آوریل ۲۰۱۹ برنامه‌ریزی کرد که فیلم جدید در تاریخ ۴ مارس ۲۰۲۲ در سینماها اکران می‌شود. آلیسون شرودر در ژوئن ۲۰۱۹ برای نوشتن فیلمنامه و داستان با همکاری سالت استخدام شد. دنیاگیری کووید-۱۹ در اکتبر ۲۰۲۰ برادران وارنر را بر آن داشت تا برنامه اکران خود را تنظیم کند، که نتیجه آن حذف مجدد فیلم از تاریخ اکران برنامه‌ریزی‌شده آن بود.
سالت در عوض فیلم متال لردز را کارگردانی کرد که در آوریل ۲۰۲۲ به‌طور انحصاری در نتفلیکس منتشر شد. در همان ماه اعلام شد که تولید فیلم ماینکرفت بدون سالت و شرودر به پیش می‌رود، که اکنون جرد هس آن را کارگردانی می‌کند و جیسون موموآ در مذاکرات اولیه برای بازی در آن حضور دارد. علاوه بر آن تأیید شد که این یک فیلم لایو اکشن است. همچنین گزارش شده بود که کریس بومن و هابل پالمر فیلمنامه را بازنویسی خواهند کرد. در اوایل آوریل ۲۰۲۳، گزارش شد که این فیلم در ۴ آوریل ۲۰۲۵ اکران خواهد شد.

### انتخاب بازیگران
مت بری در می ۲۰۲۳ برای پیوستن به بازیگران وارد مذاکره شد. دانیل بروکس بعداً در نوامبر و سباستین یوجین هانسن به ترتیب در نقش‌های داون و هنری به بازیگران پیوستند. اما مایرز نیز در دسامبر به بازیگران پیوست. جک بلک در ژانویه ۲۰۲۴ در نقش استیو به بازیگران پیوست و از طریق حساب رسمی اینستاگرام خود آن را اعلام کرد. علاوه بر آن جنیفر کولیج، کیت مک‌کینون و جمین کلمنت در نقش‌های فاش نشده، بازیگری خود را در این فیلم اعلام کردند.

### فیلمبرداری
در ۱۹ ژوئن ۲۰۲۳ گزارش شد که تصویربرداری اصلی فیلم در ۷ اوت در نیوزیلند آغاز می‌شود،اما در ژوئیه به دلیل اعتصابات ۲۰۲۳ سگ-افترا به تعویق افتاد. پس از پایان اعتصاب در اوایل نوامبر ۲۰۲۳، گزارش شد که فیلمبرداری اوایل سال ۲۰۲۴ شروع شده است. با اعلام بروکز و هانسن به عنوان بخشی از بازیگران، قرار بود فیلمبرداری در اواخر دسامبر ۲۰۲۳ آغاز شود. از اواسط ژانویه ۲۰۲۴ فیلمبرداری پروژه آغاز شد و گرانت میجر به عنوان طراح تولید مشغول به کار بود.

## انتشار
مراسم افتتاحیهٔ جهانی یک فیلم ماینکرفت در ۳۰ مارس ۲۰۲۵ در امپایر، میدان لستر برگزار شد. این فیلم در ۴ آوریل ۲۰۲۵ توسط برادران وارنر در فرمت آی‌مکس در ایالات متحده اکران شد. این فیلم در ابتدا قرار بود در ۲۴ مه ۲۰۱۹ اکران شود، اما در ۲۶ آوریل ۲۰۱۹، برادران وارنر ساخت فیلم را تا ۴ مارس ۲۰۲۲ به تعویق انداخت. در ۶ اکتبر ۲۰۲۰، برادران وارنر این فیلم را از برنامه اکران حذف کرد تا از رقابت مستقیم با بتمن و دنیاگیری کووید-۱۹ جلوگیری کند، سپس برای تاریخ اکران فعلی برنامه‌ریزی شد.

## بازخورد

### گیشه
تا ۱۳ مه ۲۰۲۵، یک فیلم ماینکرفت در ایالات متحده و کانادا ۴۰۹٫۸ میلیون دلار و در سایر مناطق به ۵۰۱ میلیون دلار رسیده است که مجموعاً ۹۱۰٫۸ میلیون دلار در سراسر جهان است.
در ایالات متحده و کانادا، یک فیلم ماینکرفت به همراه جهنم یک تابستان اکران شد و پیش‌بینی گردید در اولین آخر هفته اکران خود از ۳٫۴۰۰ سالن سینما، بین ۶۵ تا ۷۰ میلیون دلار فروش داشته باشد؛ برخی تخمین‌ها فروش آن را تا ۸۰ میلیون دلار نیز پیش‌بینی کرده‌اند. این فیلم از پیش‌نمایش‌های پنج‌شنبه‌شب ۱۰٫۶ میلیون دلار به دست آورد، و از پنج شب با فردی با ۱۰٫۳ میلیون دلار برای بهترین مجموع فروش اقتباس از بازی‌های ویدیویی، بالاتر رفت و پیش‌بینی آخر هفته به ۸۰ تا ۱۰۰ میلیون دلار افزایش داده شدند. پس از کسب ۵۸ میلیون دلار در روز اول (شامل پیش نمایش)، برآوردها دوباره به ۱۳۵ تا ۱۵۰ میلیون دلار تغییر یافتند. این فیلم در پایان با بیش از ۱۵۷ میلیون دلار در داخل کشور و ۳۰۱ میلیون دلار در سطح جهانی در آخر هفته افتتاحیه خود به نمایش درآمد، که از فیلم برادران سوپر ماریو در ردهٔ بزرگ‌ترین آخر هفته افتتاحیه پیشی گرفت.

### واکنش نقادانه
در وبگاه جمع‌آوری نقد راتن تومیتوز، ٪۴۷ از ۱۷۵ بررسی منتقدان مثبت است، و میانگینِ امتیاز آن ۴٫۹/۱۰ است. اجماع این وبگاه چنین می‌نویسد: «یک فیلم ماینکرفت که ظاهراً فیلمی دربارهٔ بزرگداشت خلاقیت‌ها است، جعبه شنی رنگارنگی را برای جک بلک و جیسون موموآ فراهم می‌کند تا در داستانی که به طرز عجیبی از بلوک‌های معمولی ساخته شده است، به طرز سرگرم‌کننده‌ای بگردند.» این فیلم در متاکریتیک که از میانگین وزنی استفاده می‌کند، بر اساس نظر ۴۰ منتقدین امتیاز ۴۵ از ۱۰۰ را کسب کرده که نشان‌گر «نقدهای مختلط یا متوسط» است. واکنش تماشاگران به فیلم در مقایسه با منتقدان مثبت‌تر بود؛ سینماسکور نمره متوسط «B+» را در مقیاس A+ تا F به فیلم گزارش داد، در حالی که ۶۷٪ از تماشاگرانی که توسط پست‌ترک نظرسنجی شدند گفتند که قطعاً فیلم را توصیه می‌کنند. کودکان زیر ۱۲ سال میانگین امتیاز پنج از پنج ستاره را به فیلم دادند، در حالی که والدین آنها به‌طور میانگین امتیاز چهار و نیم از پنج ستاره را به فیلم دادند.
منتقدان در مورد داستان فیلم و اینکه آیا یک فیلم ماینکرفت اقتباسی وفادار از بازی است یا خیر، و همچنین برای بینندگان ناآشنا، منطقی باشد، نظرهای مختلفی داشتند. لویا گیارکی از هالیوود ریپورتر و جسی هاسنگر از آی‌جی‌ان هر دو معتقد بودند که طرح داستانی فیلم گیج‌کننده است. گیارکی احساس کرد که فیلم تلاش می‌کند تعادل خود را برای منطقی بودن بین طرفداران ماینکرفت و مخاطبان عام حفظ کند، و هاسنگر گفت که فیلم «از لحاظ مفهومی ناشفاف» است و «به‌طور گیج‌کننده و نامنظمی ارائه شده است». مارک کندی از آسوشیتد پرس معتقد بود که این فیلم احتمالاً برای بیننده‌ای که با منبع اصلی آشنا نیست هیچ معنایی ندارد، اما همچنان معتقد بود که این یک اقتباس وفادار است. با این حال، او همچنین گفت که فیلم برای اینکه بتواند پیشرفت داستان را امکان‌پذیر کند، دارای مفاهیمی است که اصلاً در خود بازی وجود ندارند. اما برعکس، لیز شانون میلر از کانسیکوئنس معتقد بود که طرح داستان برای کسی که با بازی آشنا نیست کاملاً قابل درک است. برخی از منتقدان خدمات ارائه شده در فیلم برای طرفداران را مثبت ارزیابی کردند، و به ویژه ادای احترام به تکنوبلید را برجسته دانستند.

## دنباله بالقوه
در مصاحبه‌ای با ورایتی، مری والد، رئیس تولید جهانی لجندری توضیح داد که چگونه این فیلم در عنوان خود کلمه «یک» را گنجانده است و اظهار داشت که «ما آن را «یک فیلم ماینکرفت» نامیده‌ایم زیرا به این واقعیت احترام می‌گذاریم که هیچ‌یک داستان خاصی وجود ندارد که بازی را هدایت کند.» جرد هس همچنین گفت: «ما داستان رسمی نیستیم. ما چیزی را تقدیس نمی‌کنیم. ما فقط یکی از هزاران داستان هستیم» که احتمالاً منجر به ساخت سبک‌ها، ژانرها و طرح‌های جایگزینی برای دیگر فیلم‌ها می‌شود. در مصاحبه‌ای دیگر، کارگردان جرد هس به ساخت دنباله‌ای ابراز علاقه کرد و به استفاده جهان از حالت‌ها، شخصیت‌ها و مودهای بی‌نهایت اشاره کرد و توضیح داد که ماینکرفت تقریباً بی‌پایان است. در ۱۱ آوریل ۲۰۲۵ گزارش شد که دنباله‌ای در مراحل اولیه ساخت قرار دارد.

## یادداشت
1. ↑  مسیک در فوریه ۲۰۱۸ درگذشت. او پس از مرگ در تیتراژ این فیلم ظاهر می‌شود که به یاد او تقدیم شده است.